# Междуреченское сельское поселение (Архангельская область)
Междуре́ченское се́льское поселе́ние или муниципальное образование «Междуреченское» — муниципальное образование со статусом сельского поселения в Пинежском муниципальном районе Архангельской области России.
Соответствует административно-территориальной единице в Пинежском районе — Междуреченскому сельсовету.
Административный центр — посёлок Междуреченский.

## География
Междуреченское сельское поселение находится в центре Пинежского муниципального района. 

## История
Муниципальное образование было образовано в 2006 году.

## Население
| 2010  | 2011  | 2012  | 2013  | 2014  | 2015  | 2016  | 2017  | 2018  |
| ----- | ----- | ----- | ----- | ----- | ----- | ----- | ----- | ----- |
| 2614  | ↘2600 | ↘2552 | ↘2442 | ↘2313 | ↘2261 | ↘2107 | ↘2075 | ↘2064 |
| 2019  | 2020  | 2021  | 2023  |       |       |       |       |       |
| ↘2056 | ↘2034 | ↘1169 | ↘1126 |       |       |       |       |       |

## Состав сельского поселения
В состав Междуреченского сельского поселения входят:
- Междуреченский
- Привокзальный
- Сога
- Шангас

### Карты
- [mapq38.narod.ru/map1/index137.html Топографическая карта Q-38-137,138_ Карпогоры]